# غوردون زان
غوردون زان (بالإنجليزية: Gordon Zahn)‏ هو عالم اجتماع أمريكي، ولد في 7 أغسطس 1918 في ميلواكي في الولايات المتحدة، وتوفي في 9 ديسمبر 2007 في واواتوزا في الولايات المتحدة بسبب مرض آلزهايمر.